# Labeo bata
Labeo bata és una espècie de peix cipriniforme de la família dels ciprínids.

## Morfologia
Els mascles poden assolir els 61 cm de longitud total.

## Distribució geogràfica
Es troba a l'Índia, Bangladesh i Pakistan.